# Eugène Cortambert

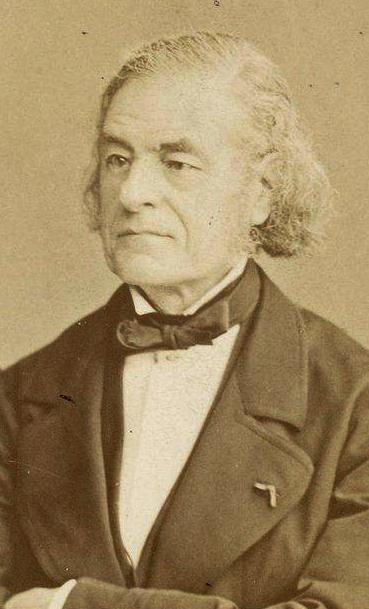
Eugène Cortambert

Pierre-François Eugène Cortambert (* 12. Oktober 1805 in Toulouse; † 5. März 1881 in Paris) war ein französischer Bibliothekar und Geograph.
Cortambert arbeitete als Bibliothekar in der Kartenabteilung der Bibliothèque nationale de France in Paris und war Generalsekretär der Société de Géographie. Durch die Veröffentlichung von Karten und Serienwerken gelang es ihm, geografische Kontexte einer breiten Allgemeinheit verständlich zu machen.
Heute erinnert im 16. Arrondissement von Paris eine Straße an ihn.